# Instrukcja techniczna C-IV
Instrukcja techniczna C-IV – archiwalna instrukcja geodezyjna obowiązująca w Polsce w latach 1974–1979, wprowadzona zarządzeniem nr 8 Prezesa Głównego Urzędu Geodezji i Kartografii z 7 czerwca 1974 (z mocą obowiązującą od 1 listopada 1974) w sprawie wprowadzenia do stosowania instrukcji "Geodezyjna inwentaryzacja uzbrojenia terenu". Instrukcja została opracowana w Okręgowym Przedsiębiorstwie Geodezyjno-Kartograficznym w Ursusie przez zespół w składzie: J. Bajerski, B. Bucewicz, R. Umecki.
Instrukcja zawiera zbiór, jednolitych pod względem merytorycznym, technicznym i porządkowym, wytycznych dotyczących zasad pomiarów terenowych oraz kartograficznego przedstawiania sieci uzbrojenia terenu. Ponadto przepisy określają:
- urządzenia podziemne podlegające inwentaryzacji
- metody wykonywania pomiarów w terenie
- rodzaje opracowań inwentaryzacyjnych
- kartograficzne przedstawianie wyników pomiarów na mapie
- kompletowanie dokumentacji powstałej w wyniku inwentaryzacji

Instrukcja definiuje również pojęcie inwentaryzacji geodezyjnej uzbrojenia terenu jako zespół działań technicznych, w wyniku których powstają informacje dotyczące usytuowania poziomego i pionowego urządzeń podziemnych i nadziemnych wraz z ich elementami naziemnymi, pozwalające określić współrzędne x, y oraz rzędną (z) wysokości głównych punktów załamania przewodów, a także niezbędne informacje służące do bezkolizyjnego projektowania lokalizacji uzbrojenia terenu. W załącznikach do instrukcji określono podstawowe wiadomości o budowie sieci uzbrojenia terenu, podstawowe odległości pomiędzy sieciami poszczególnych branż oraz ich zagłębienie, wytyczne bhp i wzory sporządzanych w trakcie pomiarów dokumentów inwentaryzacyjnych.
Instrukcję techniczną C-IV zastąpiła w 1979 instrukcja techniczna G-4 (pomiary sytuacyjne i wysokościowe) oraz wytyczne techniczne do tej instrukcji: G-4.4 ("Prace geodezyjne związane z podziemnym uzbrojeniem terenu").